# ناحية شورش
ناحية شورش (بالكردية شۆڕش)وهي إحدى النواحي التابعة لقضاء كويسنجق في محافظة أربيل في العراق وتبلغ مساحتها 1700.23كم2 وعدد القرى التابعة لها 51 قرية. تجدر الإشارة من إن كلمة شورش معناها في اللغة الكردية هي الثورة.